# سپاه هوایی ارتش بریتانیا
سپاه هوایی ارتش بریتانیا (انگلیسی: Army Air Corps) سپاه هوانوردی زیرمجموعه نیروی زمینی بریتانیا است، که هم‌اکنون مالک ناوگانی از ۲۰۰ هواگرد جنگنده و پشتیبانی می‌باشد.
سپاه هوایی ارتش بریتانیا شاخه هوانوردی ارتش بریتانیا است که برای اولین بار در سال ۱۹۴۲ در طول جنگ جهانی دوم با گروه‌بندی واحدهای مختلف هوابرد ارتش بریتانیا تشکیل شد. امروزه، هشت هنگ (هفت ارتش منظم و یک نیروی ذخیره) از سپاه هوایی و دو گروه پروازی مستقل و دو اسکادران مستقل برای پشتیبانی از عملیات نیروی زمینی بریتانیا در سراسر جهان مستقر هستند. هنگ‌ها و گروه‌های پروازی در بریتانیا، کنیا و کانادا مستقر می‌باشند. برخی از اسکادران‌های سپاه هوایی از طریق فرماندهی مشترک هوانوردی، عناصر حمله هوایی تیپ ۱۶ رزمی حمله هوایی را فراهم می‌کنند.